# Église Notre-Dame-de-Bon-Port
Pour les articles homonymes, voir Église Notre-Dame et Notre-Dame.
L'église Notre-Dame-de-Bon-Port, appelée aussi localement « église Saint-Louis », est un édifice religieux construit en 1852 à Nantes par les architectes Saint-Félix Seheult et Joseph-Fleury Chenantais. Elle est inscrite au titre des monuments historiques en octobre 1975, et la partie instrumentale de son orgue, construit par le facteur nantais Louis Debierre en 1891, est classé au titre objet des monuments historiques en décembre 1975.

## Dénomination
Son nom officiel est « église Notre-Dame-de-Bon-Port », mais elle est également désignée sous le nom d'« église Saint-Louis », en référence à Louis-Hyacinthe Levesque, maire de Nantes lors de la construction d'une église en 1827 (située sur le côté nord de la place Eugène-Livet), qui, en tant que généreux donateur, souhaita qu'elle porte le nom de son saint patron. Devenue trop petite pour contenir des fidèles habitant un quartier alors en développement, la construction d'un nouvel édifice est décidée : cela sera Notre-Dame-de-Bon-Port.

## Localisation
Sa façade principale donne sur la place du Sanitat, qui est reliée par la rue Mazagran au quai de la Fosse, où se tenait l’essentiel du trafic du port de Nantes au moment de sa construction.
L'église est encadrée à l'ouest par la rue Damrémont, et à l'est par la rue Mascara, tandis qu'au nord un groupe d'immeubles accolé au chevet de l'édifice l'isole de la rue Dobrée.

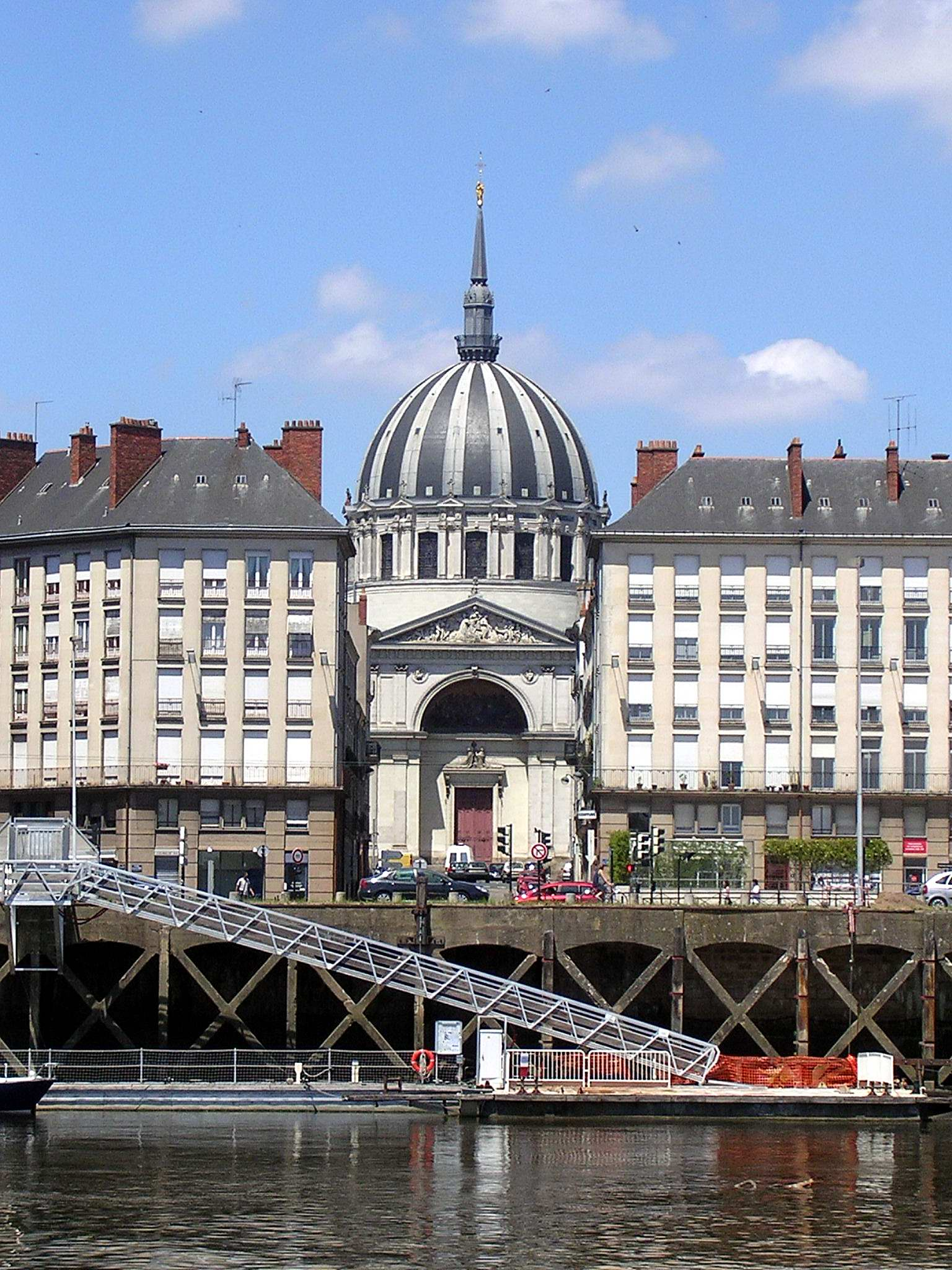
Église Notre-Dame-de-Bon-Port, vue de l'île de Nantes. Au premier plan, la Loire, puis le quai de la Fosse.

## Historique
Notre-Dame-de-Bon-Port achève l'extension de la ville vers l'ouest au XIXe siècle et la transformation du quartier proche du port.
La nouvelle paroisse Notre-Dame de Chézine, fondée dès le début du XIXe siècle et issue de la paroisse de Saint-Nicolas, accueille une église primitive modeste, bâtie à peu de frais en 1827 et située sur le côté nord de la place Eugène-Livet. En 1843, la décision est prise de la détruire en raison de sa taille trop modeste et de son délabrement précoce, et de reconstruire un autre édifice mais sur un nouvel emplacement : celui de l'ancien hospice désaffecté du Sanitat, au nord de la place du même nom dessinée en hémicycle par les frères Louis-Prudent et Constant Douillard.

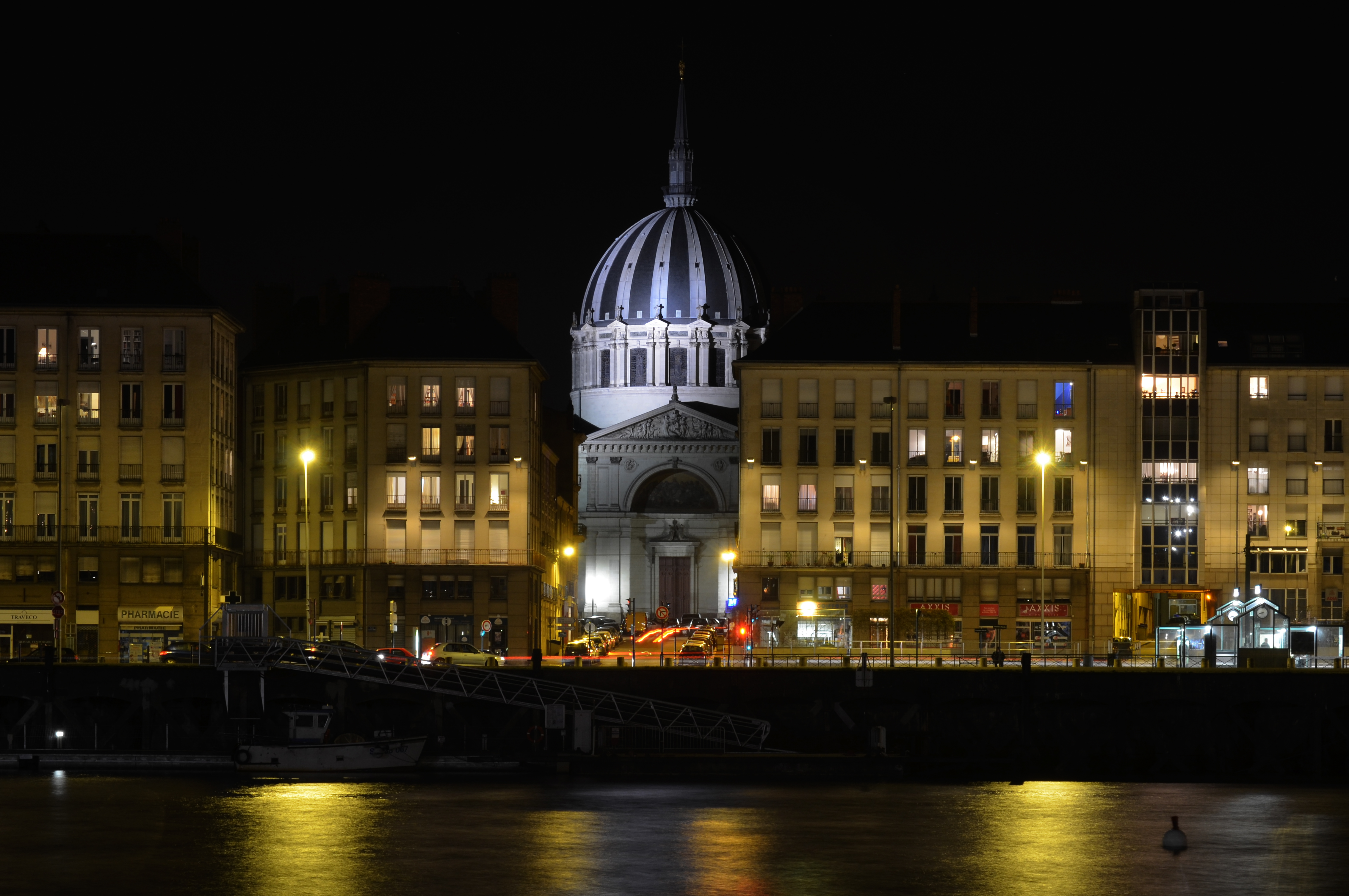
L'église Notre-Dame-de-Bon-Port la nuit.

L'équipe de maîtrise d'œuvre est sélectionnée par le curé Fresneau : il s'agit des deux architectes Seheult et Chenantais, qui imaginent en 1845 une église monumentale de plan carré. À l'opposé de la basilique Saint-Nicolas, construite au même moment, l'édifice refuse tout emprunt au Moyen Âge et renoue avec la tradition baroque de la Contre-Réforme : le dôme qui la coiffe rappelle celui de l'Hôtel des Invalides de Paris, la façade, celle de Saint-Pierre de Rome, et la statue d'un archange doré se dresse au sommet de la flèche.
L'église est accolée sur sa partie arrière aux immeubles d'habitation qui occupent le nord de l'îlot. Édifice nouveau dans un quartier nouveau, elle en devient l'élément majeur. De riches marqueteries et du parquet habillent les sols. L'inauguration a lieu en 1858, mais les peintures murales ne seront achevées qu'au début du XXe siècle. Celles  de Alphonse Le Hénaff, seront réalisées de 1858 à 1860. La flèche couronnant le dôme a été refaite en 2006.
L'église est inscrite au titre des monuments historiques le 29 octobre 1975.

## Éléments architecturaux
En forme de croix grecque à branches égales, l'église forme un carré de 38 mètres de côté et de 30 mètres de haut, surmonté d'un dôme.

### Façade

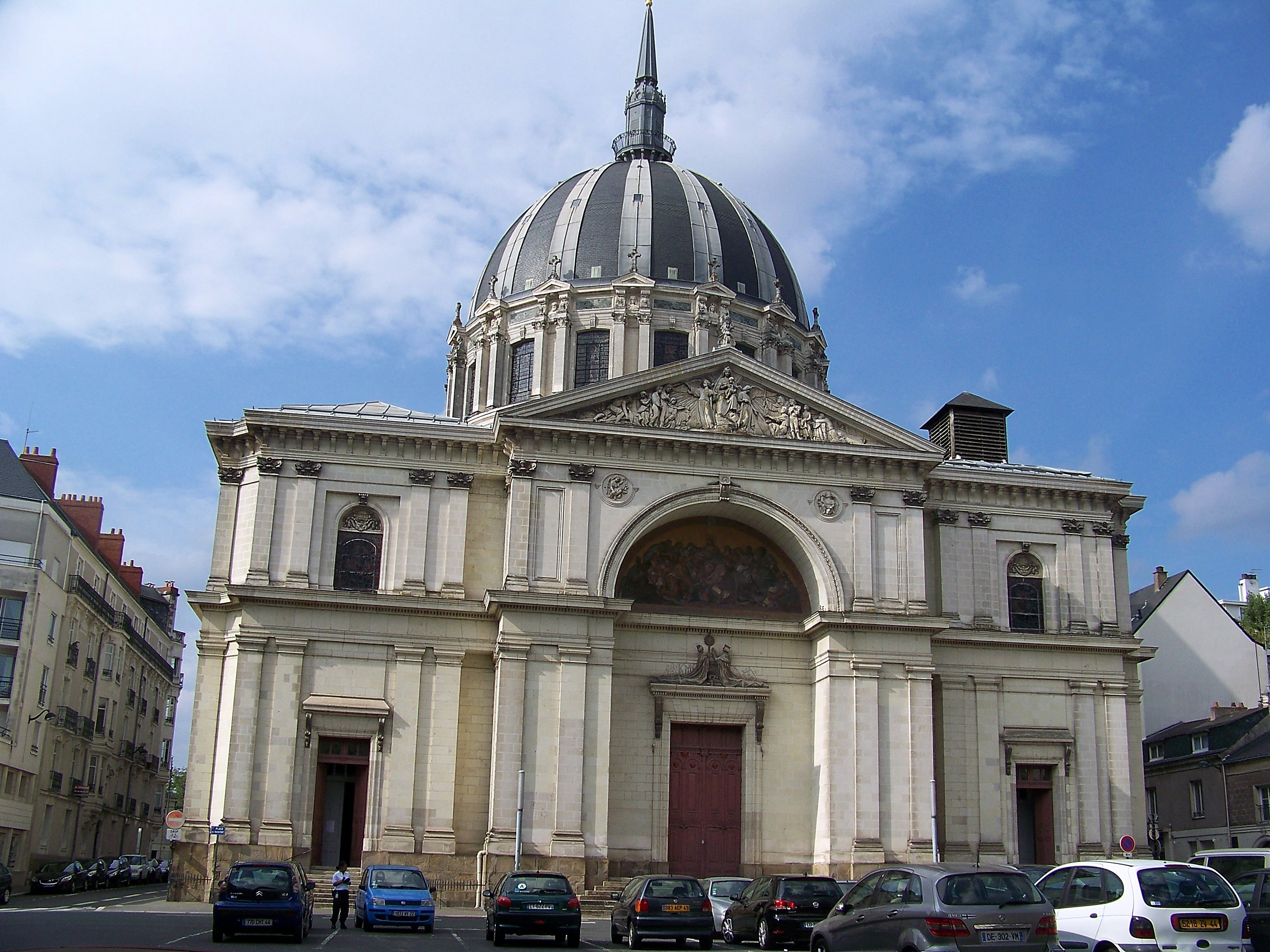
Façade de l'église.

La façade de 30 mètres de haut se compose de deux niveaux : un rez-de-chaussée dorique et un premier étage corinthien ; la partie centrale en avancée renoue avec le style antique à un seul étage grâce à l'archivolte surélevée.

### Fronton
L'église Notre-Dame-de-Bon-Port est avant tout dédiée à la Vierge Marie, figure tutélaire qui assure la protection des marins. Au centre du fronton, Amédée Ménard en 1858 représente la Vierge en gloire, assistée de deux anges intercesseurs, l'un bénissant les marins en partance, l'autre les accueillant à leur retour.

### Tympan

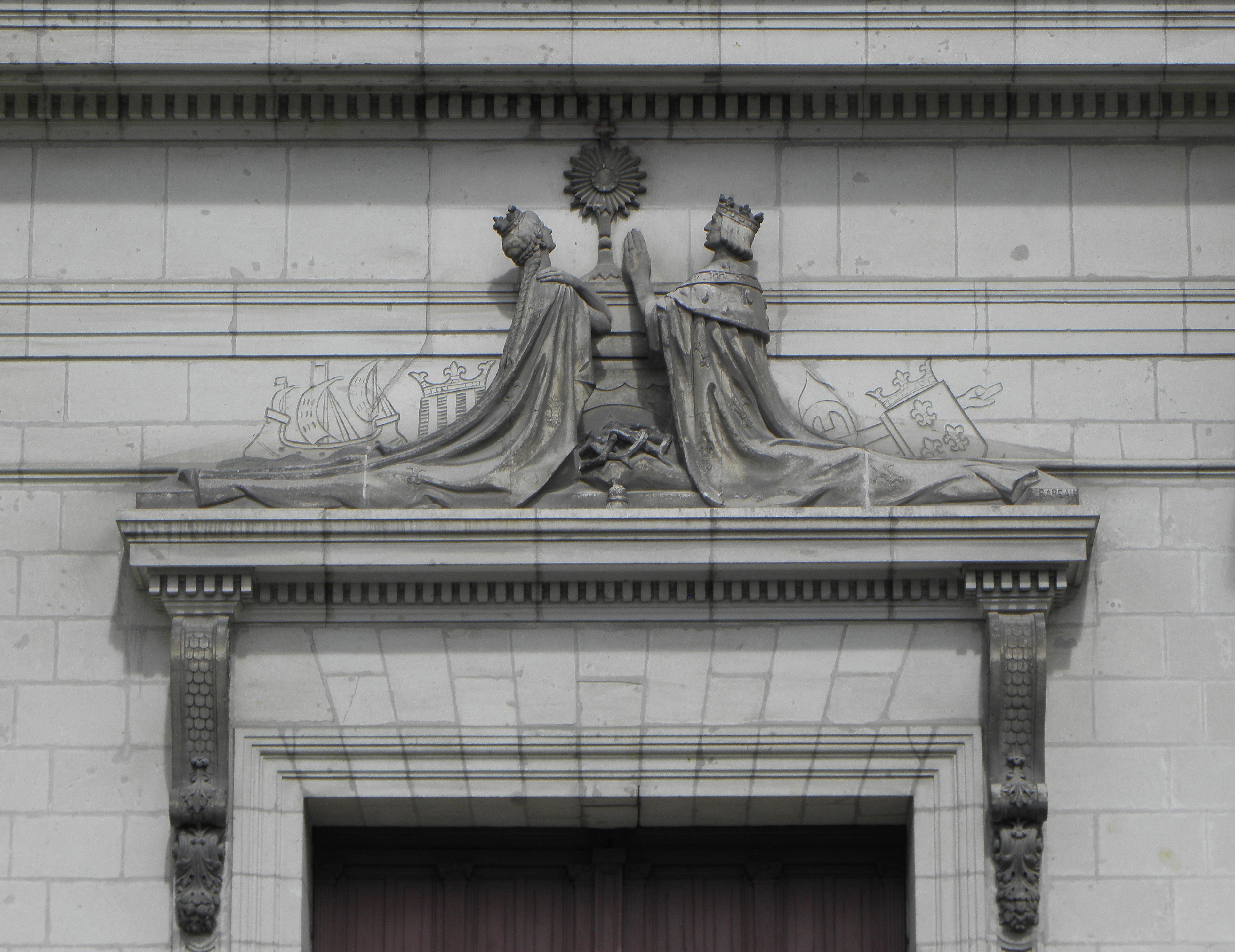
Détail du porche : Saint Louis et Marguerite de Provence.

En 1860, Joseph-René Gouézou, à qui l'on doit également la décoration intérieure de la chaire et de la chapelle Saint-Louis, fait figurer le Christ consolateur au niveau du tympan et au-dessus de la porte centrale se trouve un groupe sculpté représentant saint Louis et Marguerite de Provence.

### Les trois symboles
Cette église étant l'église du port, les trois symboles de la statue de Notre-Dame-de-Bon-port (1913), située sur le pilier avant gauche, sont des symboles marins :
- l'étoile : symbole de la foi qui éclaire ;
- l'ancre : symbole de l'espérance (Épître aux Hébreux) ;
- l'anneau : symbole de la charité.

### Dôme
Inspiré de celui de l'église des Invalides à Paris, il est surmonté d'une lanterne et d'une fléchette dont la croix culmine à 60 mètres. Pour alléger le poids du dôme tout en lui donnant plus d'élancement, une charpente métallique a été installée plutôt qu'une charpente en bois, ce qui constitue une innovation technologique majeure pour l'époque.

### Tambour
Le tambour qui soutient le dôme comporte, dans sa partie haute, de vastes fenêtres séparées par des pilastres jumelés soutenant un petit fronton surmonté d'une croix. Chaque fronton contient la tête d'un saint patron d'une église nantaise.

### Les deux orgues
Construit en 1891 par Louis Debierre, élève de Cavaillé-Coll, le Grand Orgue est un des chefs-d'œuvre de la facture d'orgue du XIXe siècle. Après la désaffectation des orgues classiques, il marque le premier retour d'un orgue néo-classique aux jeux de mutation faisant entendre des harmoniques caractéristiques des instruments des XVIIe et XVIIIe siècles. Dès sa conception, Louis Debierre a souhaité en faire son chef d’œuvre, et a financé sur ses deniers personnels différents ajouts, dont l'imposante tribune qui repose sur quatre magnifiques piliers, et qui permet à l'instrument de sonner particulièrement bien dans cette église dont le dôme est impressionnant.
La partie instrumentale de l'orgue est classée au titre des monuments historiques depuis le 11 décembre 1975, et le buffet depuis 2014. Il comporte trois claviers manuels (grand orgue, grand chœur, récit), un pédalier à l'allemande de 30 notes, et 45 jeux (ou registres) faisant sonner 3 800 tuyaux. Sa transmission électrique fut l'une des premières en France. Florence Ladmirault et Damien Rahier sont co-titulaires de cet instrument. Propriété de la Ville de Nantes, le Grand Orgue n'a subi que deux restaurations depuis 1891 : en 1929 et 1980. Des travaux d'urgence ont été réalisés en 2020/2021, mais une restauration reste nécessaire.
L'orgue de chœur (également Debierre) a été acheté en 1932 par la paroisse au petit séminaire des Sables d'Olonne, et positionné derrière le maître autel.

### Peintures murales
Henri-Pierre Picou (1824-1895) exécute les premières peintures murales dans le cul-de-four de l'abside : La Cène, aujourd'hui recouverte d'une peinture moderne, réalisée par le couple de peintres Henry Leray et Laure Martin. Puis lui succéda Alphonse Le Hénaff (1821-1884) appelé par le curé de la paroisse, il va de 1858 à 1860 y peindre sur le tambour de la coupole une grande frise peinte à la cire sur un fond or, représentant la Vierge Immaculée avec sept groupes de personnages de l'Ancien et du Nouveau Testament proclamant le dogme de l'Immaculée Conception. En 1865, l'abside reçoit trois panneaux illustrant des épisodes de la Bible précurseurs de l'Eucharistie. Cette peinture murale de 1865 est  Classé MH (1975). En 1859, Antoine Chalot (né en 1825) réalise le décor peint de la chapelle de la Vierge, et en 1879 la chapelle Saint-Louis est confiée à Joseph Gouézou (1821-1880) qui décora également le tympan de la porte principale du Christ consolateur en 1872 avec la technique de la fresque au silicate de potasse.

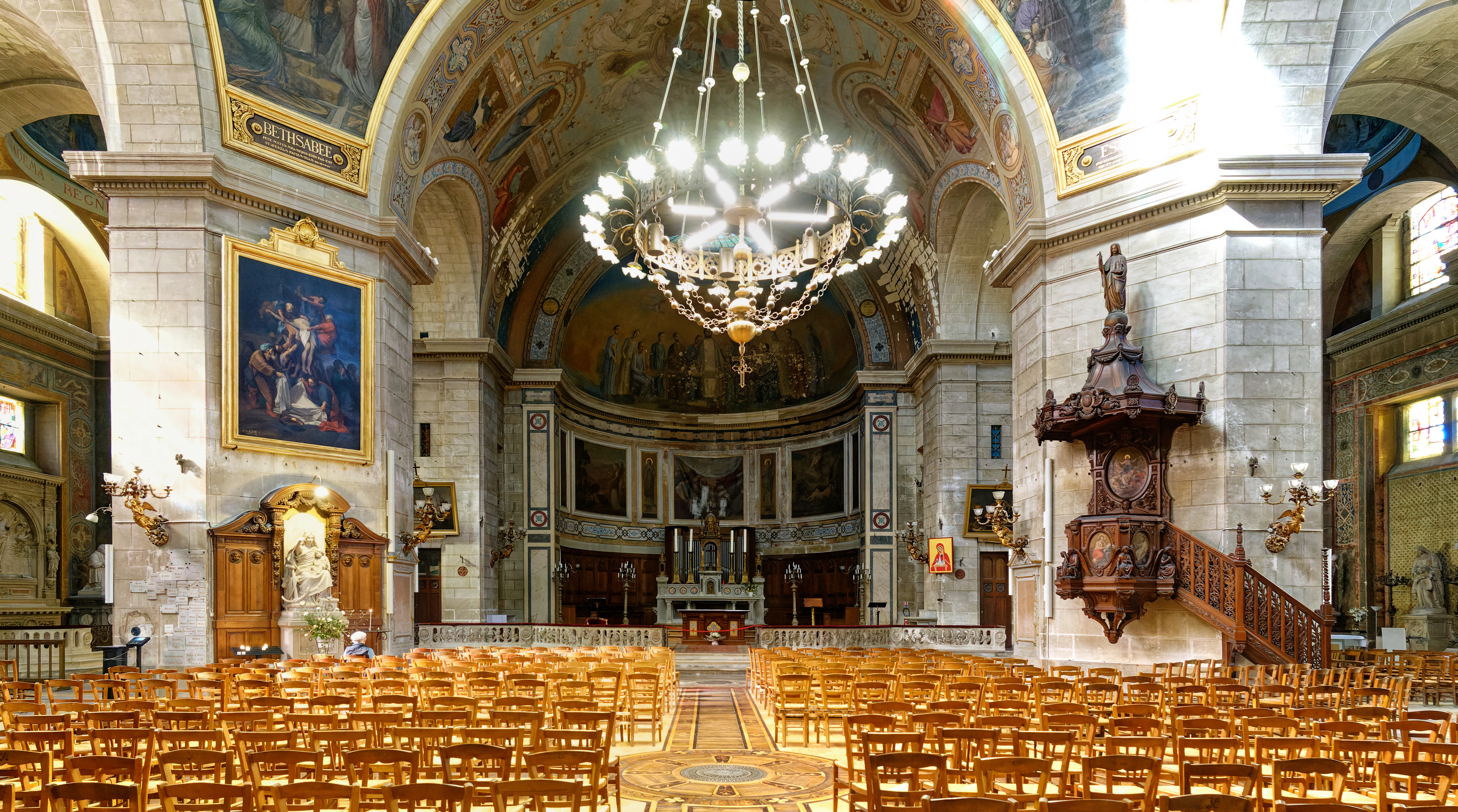
Intérieur de l'église.
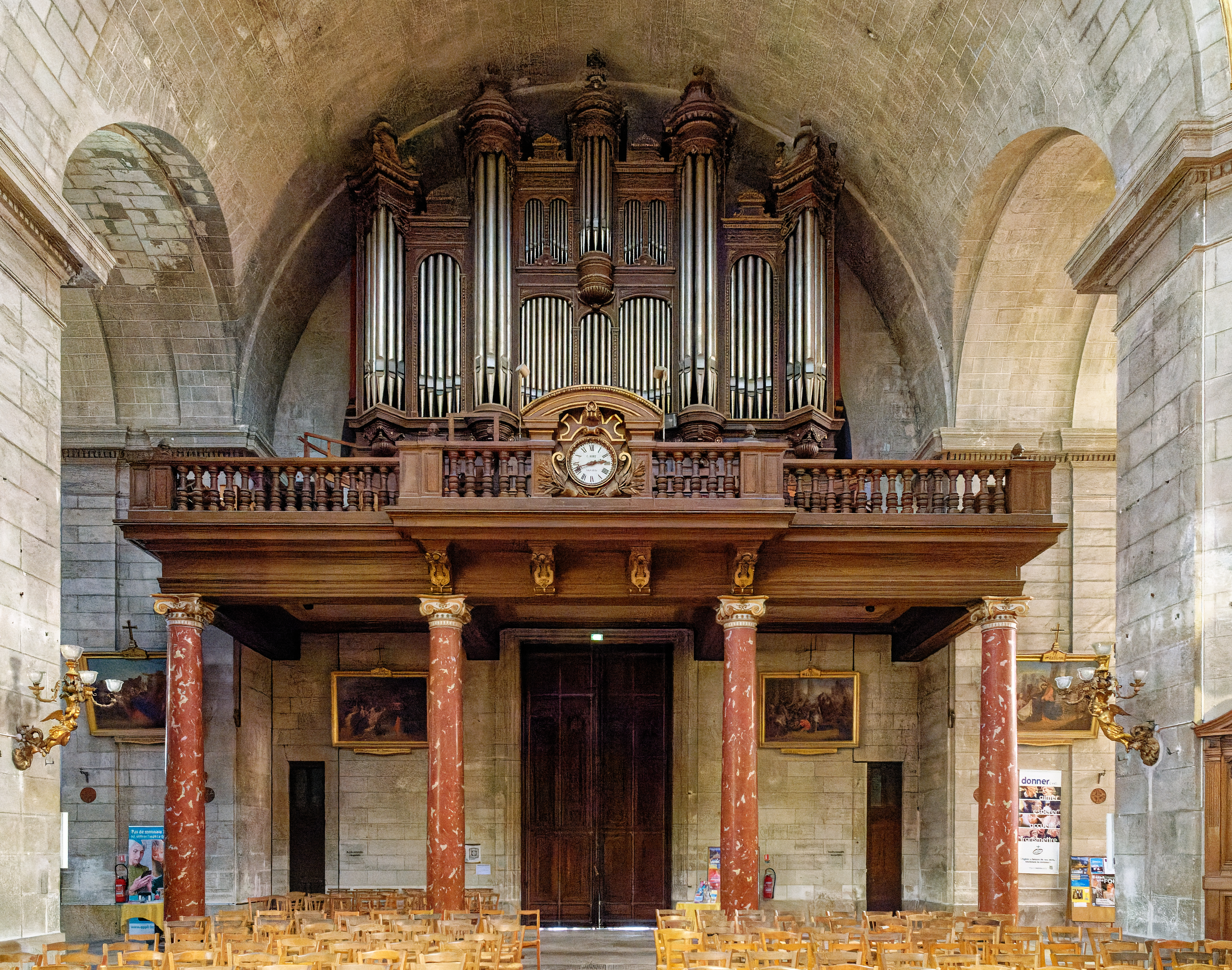
Le Grand Orgue de Louis Debierre.
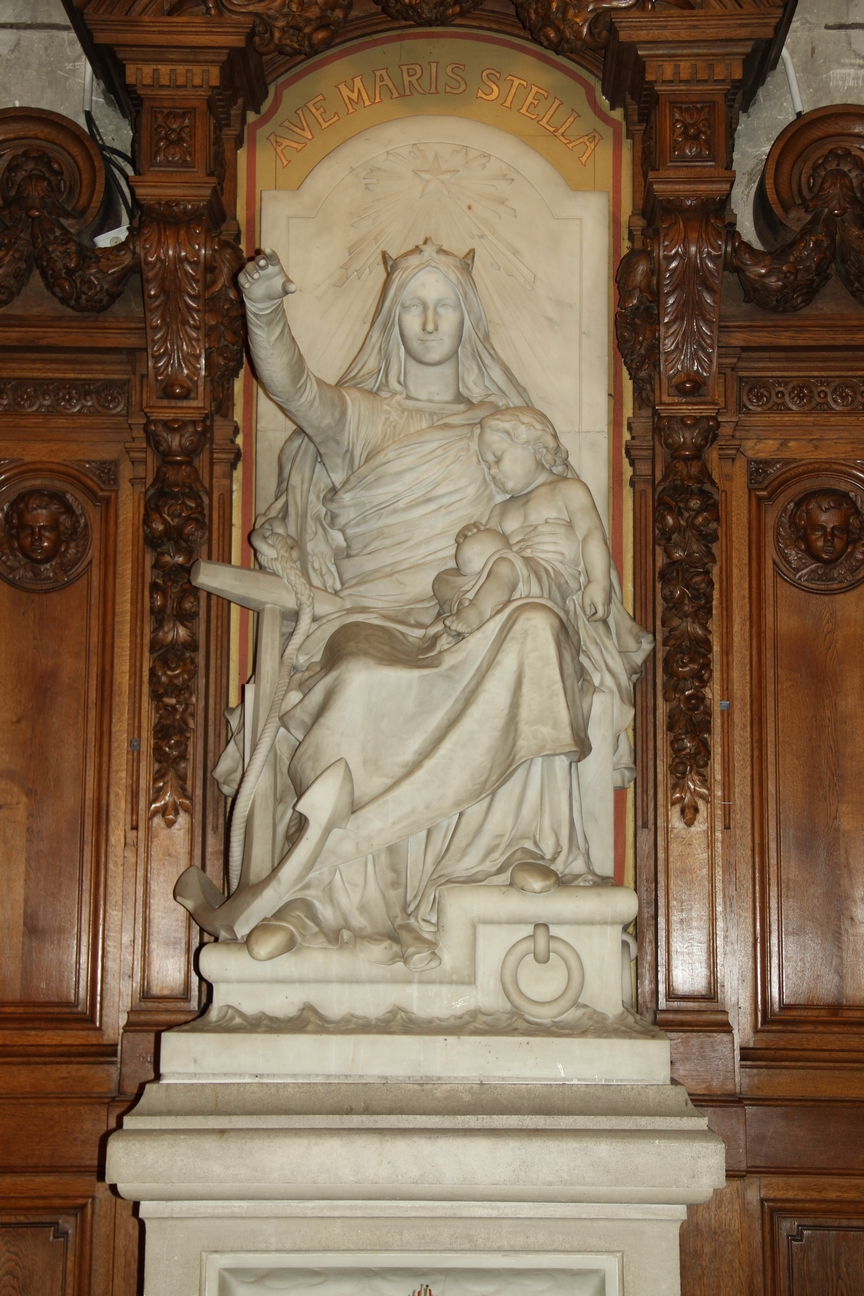
Statue de Notre-Dame-de-Bon-Port de Joseph Vallet, ami de Louis Ridel.
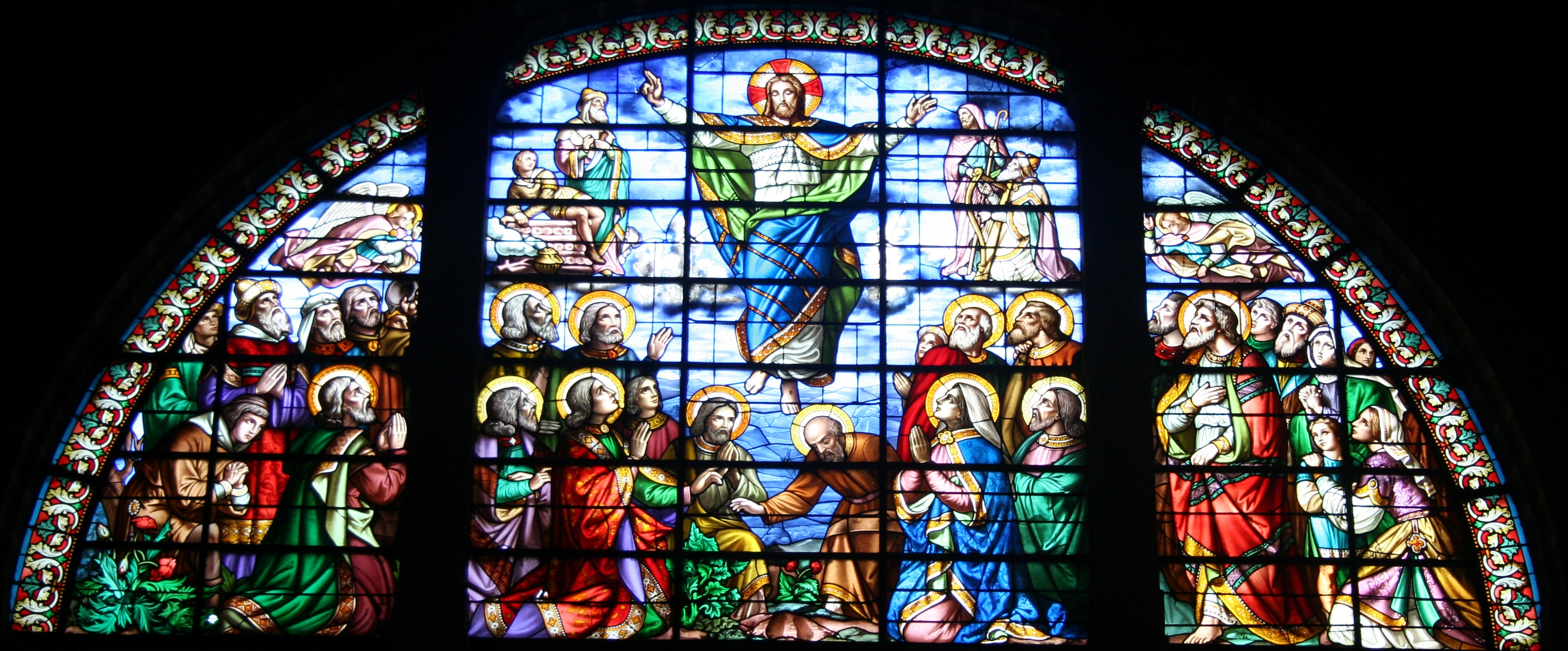
Vitrail de François Denis représentant l'Ascension du Christ.
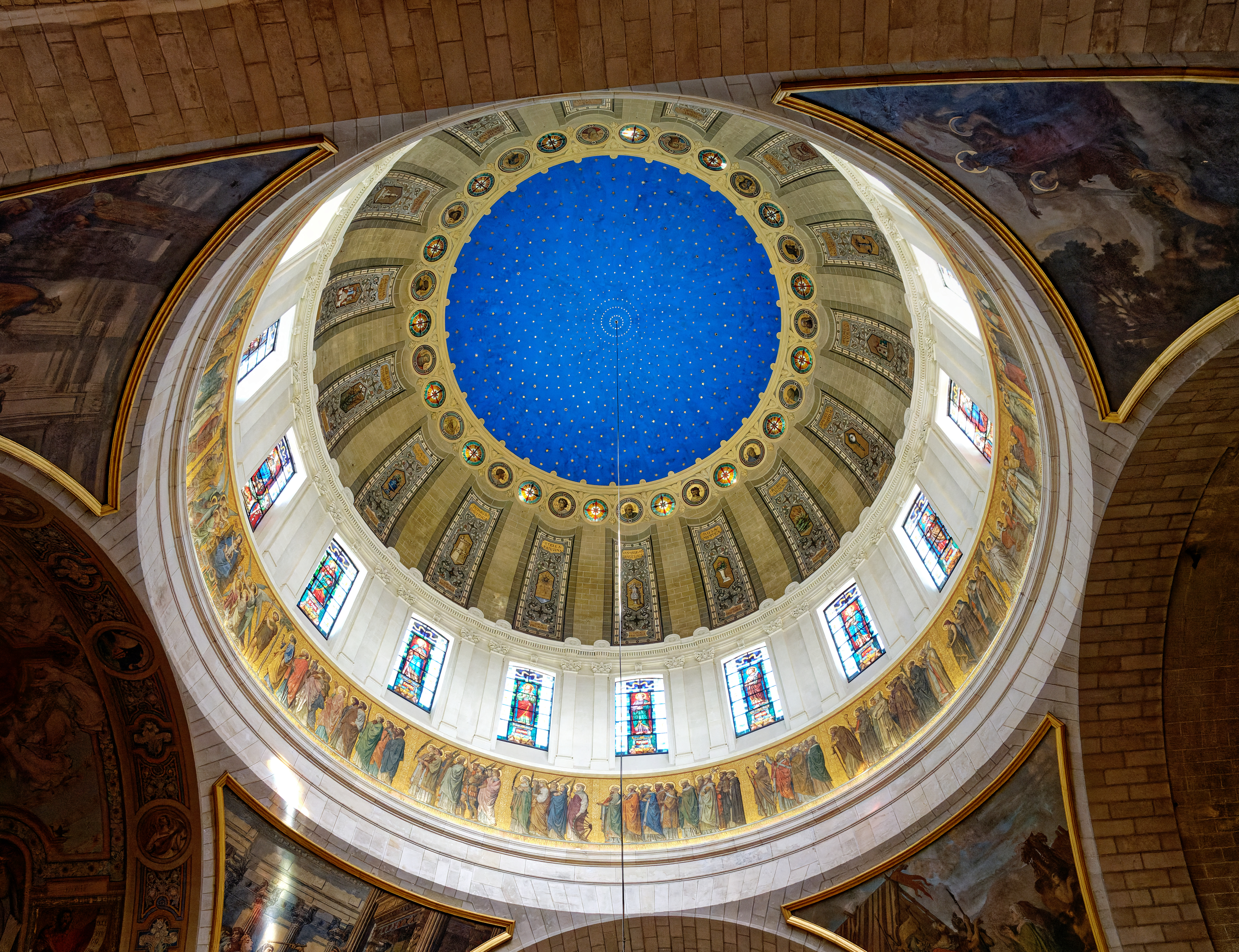
Tambour de la coupole.

## Musique contemporaine
Le 7 décembre 2021, des catholiques intégristes bloquent les entrées de l'église au public venu assister au concert d'Anna von Hausswolff ,,. Le concert, organisé par le Lieu Unique, avait pourtant été programmé avec l'accord de l'évêché.

## Liens